# والتر بو
والتر أرييل بو (بالإسبانية: Walter Ariel Bou)‏ هو لاعب كرة قدم أرجنتيني في مركز الهجوم، ولد في يوم 25 أغسطس 1993 في مدينة كونكورديا في الأرجنتين، يلعب حالياً مع يونيون لا كاليرا التشيلي كمعار من بوكا جونيورز وسبق له اللعب مع نادي جيمناسيا لابلاتا ونادي فيتوريا.

## روابط خارجية
- والتر بو على موقع قاعدة بيانات كرة القدم.إي يو (الإنجليزية)
- والتر بو على موقع Soccerway.com (الإنجليزية)